# 鈴田林沙
鈴田 林沙（すずた りさ、1985年6月4日 - ）は、神奈川県出身の女優、アイドル。一時期、琴花（ことか）の芸名で活動していた。2011年より、ファッションブランド「Smaddy」のPRスタッフとして活動する一方、モデルとして雑誌や一部のネットサイトに登場。また、イラストレーターteety-woo（ティー・ティー・ウー)としても活動している。

## 人物
- 血液型B型。
- 趣味：サンリオのグッズ収集、カチューシャ収集、作詞、野球観戦（横浜DeNAベイスターズ）。
- 特技：イラストを書く事。
- 好きなブランド：キャンディーストリッパー

## 来歴
2004年頃、所属事務所であった株式会社フィットを脱退。
2007年、ミュージシャンの松岡英明が自らのイベントにて彼女との交際を発表。以後、彼女のブログには彼との親密ぶりがつづられていた。
2008年2月17日、松岡英明と入籍。同年7月26日に第1子（長女）が誕生した。
2012年1月26日、松岡英明のオフィシャルブログにて離婚を発表した。

## テレビドラマ
- 3年B組金八先生（TBS） - 江藤直美 役
  - 第6シリーズ（2001年 - 2002年）
  - 第7シリーズ第11話「鶴本直・決断の旅立ち」（2005年）
  - 3年B組金八先生ファイナル〜「最後の贈る言葉」（2011年）
- 新春ドラマスペシャル『白い影』（TBS） - 晴子 役
- 明智小五郎対怪人二十面相（TBS） - アテレコ出演
- ボーイッシュジェネレーション（BSフジ） - 久美 役

## 舞台
- 森は生きている - 7月 役
- 〜kiddy〜見えない扉 - 主役：藤本綾音 役

## 雑誌
- Myojo
- Kindai
- UP to boy
- B.L.T.
- BOMB
- spring -2011年3月号（Smaddy、PRスタッフとして）
- hugmug

## コスプレ
- AngelKOTOKA(キャラフェス2004）